# Liste von Wallfahrtsorten in Schlesien
Die Liste von Wallfahrtsorten in Schlesien enthält die wichtigsten Wallfahrtsstätten, Wallfahrtsorte und Wallfahrtskirchen in den Woiwodschaften Niederschlesien, Oppeln und Oberschlesien in Polen.
Auch in Schlesien hat die Wallfahrt ihre Wurzeln im frühen Mittelalter und es gibt sehr viele Wallfahrtsstätten. Eine Wallfahrt ist ein Treffen mit der Gemeinschaft der Gläubigen auf einem gemeinsamen Weg (Prozession) und führt stets zu heiligen Stätten, symbolischen Orten oder Plätzen, die mit wundersamen Ereignissen verbunden sind. Die Gründe für die Durchführung einer Wallfahrt können sehr verschieden sein, z. B. Reue zu zeigen (mit der Bitte um Vergebung der Sünden), Bitten oder Danken für besondere Ereignisse (zum Beispiel für eine Heilung). Hier werden Wallfahrtsorte beschrieben, an denen an einem (oder mehreren) Tagen im Jahr Gründe für Wallfahrten bestehen, an denen die Kirchen oder Kapellen für liturgische Feiern geöffnet sind.
Die schlesischen Wallfahrtsorte liegen in folgenden Bistümern:
- Erzbistum Breslau (Archidiecezja wrocławska)
- Bistum Liegnitz (Diecezja legnicka)
- Bistum Schweidnitz (Diecezja świdnicka)
- Bistum Oppeln (Diecezja opolska)
- Erzbistum Kattowitz (Archidiecezja katowicka)
- Bistum Gleiwitz (Diecezja gliwicka)
- Bistum Sosnowitz (Diecezja sosnowiecka)
- Bistum Bielitz-Saybusch (Diecezja bielsko-żywiecka)
- Erzbistum Tschenstochau (Archidiecezja częstochowska)
- Bistum Kalisch (Diecezja kaliska)
- Bistum Grünberg-Landsberg/Warthe (Diecezja zielonogórsko-gorzowska)

## Entstehung
Wallfahrtskirchen sind durch ein Sanktuarium ausgezeichnet, wo von den Gläubigen ein Gnadenbild oder eine Gnadenfigur (Skulptur) besonders verehrt wird.
Fast alle Wallfahrtsstätten sind Marien-Wallfahrtsorte, die zu den verschiedenen Marienfesten besucht werden, z. B.
- Mariä Verkündigung (25. März)
- Mariä Heimsuchung (2. Juli)
- Unsere Liebe Frau auf dem Berge Karmel oder Skapulierfest (16. Juli)
- Maria Schnee (5. August)
- Mariä Himmelfahrt (15. August)
- Mariä Geburt (8. September)
- Mariä Namen (12. September)
- Sieben Schmerzen Mariens (15. September)
- Maria Loreto oder Loretto (Haus der Muttergottes, in dem Maria geboren wurde und gelebt haben soll)
- Maria-Hilf oder zur Hilfreichen Jungfrau (Schützerin des Lebens)

Die ältesten Wallfahrtsorte aus dem 12. bis 14. Jahrhundert sind Wartha (Bardo), Grüssau (Krzeszów), Ratibor (Racibórz) und Tschenstochau (Częstochowa-Jasna Góra), wobei letzterer Ort historisch zu Kleinpolen gehört, jetzt Woiwodschaft Schlesien (Województwo śląskie). Die meisten Wallfahrtsstätten wurden vom 15. bis zum 17. Jahrhundert errichtet.
Neue Wallfahrtsorte entstanden nach 1945, als die aus den ehemals polnischen Ostgebieten (heute Weißrussland, Ukraine und Litauen) vertriebenen Polen ihre Gnadenbilder aus den dortigen Wallfahrtskirchen mitnahmen und in bestehende schlesische Kirchen überführten, z. B. das
- Muttergottes-Bild von Podkamień in der Ukraine, heute in der ehemaligen Dominikanerkirche in Breslau
- Muttergottes-Bild der Siegreichen Jungfrau Maria von Mariampol in Litauen, heute in der Kirche St. Maria auf dem Sande in Breslau

Viele neue Wallfahrtskirchen sind auf Anregung des polnischen Papstes Johannes Paul II. in den 1980er und besonders in den 1990er Jahren gebaut und geweiht worden, z. B. in Jaworzno–Osiedle Stałe bei Kattowitz oder das Diözesanheiligtum Unserer Lieben Frau von Fátima in Sosnowitz.
Einige Wallfahrtskirchen tragen den Titel Basilica minor. Für viele Besucher sind die Klöster, Kirchen oder Kapellen auch von besonderem kunsthistorischen Wert, sie sind z. T. ein nationales Kulturdenkmal oder sogar Weltkulturerbe.

## Liste der Wallfahrtsorte
Erläuterungen zur Liste
Woiwodschaften:
- NS = Niederschlesien (Woiwodschaft Niederschlesien)
- OP = Oppeln (Woiwodschaft Oppeln)
- OS = Oberschlesien (Woiwodschaft Schlesien)
- LB = Lebus (Woiwodschaft Lebus)

Die Woiwodschaften stimmen nicht immer mit den Bistümern überein. Es werden auch die Orte berücksichtigt, die historisch zu Schlesien gehören, heute aber in der Woiwodschaft Lebus liegen, sowie Orte, die historisch nicht zu Schlesien gehören, jetzt aber in der Woiwodschaft Schlesien liegen.
Abkürzungen:
- M = Marien-Wallfahrtsort
- H = Wallfahrtsort zu Heiligen
- XP = Wallfahrtsort zur Verehrung des Herrn bzw. mit Corpus Christi-, Heiligkreuz- oder Herz Jesu-Verehrung
- NMP = Selige Jungfrau Maria (Najświętszej Marii Panny)
- MB = Mutter Gottes (Matka Boskiej)

Die Zeitangabe bezieht sich auf die Verehrung des Gnadenbildes, nicht auf die jeweilige Kirche.
| Bild                                                    | Ort | Wallfahrtskirche oder -kapelle | Wallfahrt seit   | Woiwodschaft, Bistum und Lage                                  |
| ------------------------------------------------------- | --- | --- | ---------------- | -------------------------------------------------------------- |
|                                                         | Bardo, Kreis Ząbkowice Śląskie (Wartha, Kreis Frankenstein)                                                                     | Wallfahrtskirche „Mariä Heimsuchung“ (Redemptoristenkirche) (Basilica minor seit 2008) (Bazylika Nawiedzenia Najświętszej Marii Panny – Sanktuarium Matki Bożej Bardzkiej)                                                                                          | M, 13. Jh.       | NS, Bistum Schweidnitz (Lage)                                  |
|                                                         | Bielsko-Biała–Hałcnów (Bielitz-Biala–Alzen)                                                                                     | Pfarrkirche Mariä Heimsuchung (Wallfahrtskirche der Schmerzensmutter) (Kościół Nawiedzenia Najświętszej Maryi Panny – Sanktuarium Matki Bożej Bolesnej) | M, 16. Jh.       | OS (historisch zu Galizien), Bistum Bielitz-Saybusch (Lage)    |
|                                                         | Bolesławiec (Bunzlau) | Pfarrkirche Mariä Himmelfahrt und hl. Nikolaus mit Wallfahrtskapelle (Basilica minor seit 2012) (Bazylika Wniebowzięcia NMP i św. Mikołaja – Sanktuarium Wniebowziętej Matki Kościoła)                                                                              | M, 1725          | NS, Bistum Liegnitz (Lage)                                     |
|                                                         | Brzeg Dolny, Kreis Wołów (Dyhernfurth, Kreis Wohlau)                                                                            | Pfarrkirche der hl. Muttergottes vom Skapulier oder vom Berg Karmel – Gnadenbild aus Snjatyn (Ukraine) (Parafia Najświętszej Maryi Panny z Góry Karmel – Sanktuarium Matki Bożej Szkaplerznej)                                                                      | M                | NS, Erzbistum Breslau (Lage)                                   |
|                                                         | Bytom (Beuthen O.S.) | Pfarrkirche Mariä Himmelfahrt (Kościół pw. Wniebowzięcia Najświętszej Marii Panny – Sanktuarium Matki Bożej Bytomskiej) | M, 15. Jh.       | OS, Bistum Gleiwitz (Lage)                                     |
|                                                         | Chorzów (Königshütte O.S) | Pfarrkirche Hl. Florian (Parafia św. Floriana – Sanktuarium) | H, 2001          | OS, Erzbistum Kattowitz (Lage)                                 |
|                                                         | Chybie, Kreis Cieszyn (Chybi, Kreis Teschen)                                                                                    | Christkönigskirche, Schrein Unserer Lieben Frau von „Gołyskiej“ (Kościół Chrystusa Króla – Sanktuarium MB Gołyskiej) | M, 18. Jh.       | OS, Bistum Bielitz-Saybusch (Lage)                             |
|                                                         | Cieszyn (Teschen) | Pfarrkirche St. Maria Magdalena (ehem. Dominikanerkirche, Grabeskirche der Piasten) – Gnadenbild „Unserer Lieben Frau von Teschen“ (Kościół św. Marii Magdaleny – Sanktuarium MB Cieszyńskiej)                                                                      | M, 17. Jh.       | OS, Bistum Bielitz-Saybusch (Lage)                             |
|                                                         | Częstochowa (Tschenstochau) | Jasna Góra (dt. Heller Berg), Wallfahrt zur Schwarzen Madonna in der Basilika Mariä Himmelfahrt (Pauliner-Kloster Jasna Góra), Basilica minor seit 1906, Polnisches Nationalheiligtum und Weltkulturerbe (Bazylika Wniebowzięcia NMP – Sanktuarium Jasnogórskie)    | M, 14. Jh.       | OS (historisch zu Kleinpolen), Erzbistum Tschenstochau (Lage)  |
|                                                         | Częstochowa (Tschenstochau) | Kirche Hl. Barbara und Hl. Andreas, Marianisches Gnadenbild (Kościół św. Barbary i św. Andrzeja Apostoła) | M                | OS (historisch zu Kleinpolen), Erzbistum Tschenstochau (Lage)  |
|                                                         | Częstochowa (Tschenstochau) | Pfarrkirche Hl. Josef der Arbeiter (Kościół św. Józefa Rzemieślnika – Sanktuarium św. Józefa) | H, 2002          | OS (historisch zu Kleinpolen), Erzbistum Tschenstochau (Lage)  |
|                                                         | Dąbrowa Górnicza (Dombrowa bei Kattowitz)                                                                                       | Basilika Unserer Lieben Frau von den Engeln – Patronin von Dąbrowa Górnicza (Basilica minor seit 1901) (Bazylika Najświętszej Maryi Panny Anielskiej – Sanktuarium NMP Anielskiej)                                                                                  | M, 1904          | OS, Bistum Sosnowitz (Lage)                                    |
|                                                         | Dąbrowa Górnicza–Gołonóg (Dombrowa bei Kattowitz)                                                                               | Wallfahrtskirche Mariä Geburt und Hl. Antonius von Padua auf dem Antoniusberg (335 m) (Kościół Narodzenia Najświętszej Marii Panny i św. Antoniego – Sanktuarium św. Antoniego z Padwy)                                                                             | H, 1997          | OS, Bistum Sosnowitz (Lage)                                    |
|                                                         | Dąbrowa Górnicza–Strzemieszyce Wielkie (Dombrowa – Groß Strzemieszyce bei Kattowitz)                                            | Herz-Jesu-Kirche (Basilica minor seit 2008) (Bazylika Najświętszego Serca Pana Jezusa) | XP, 2002         | OS, Bistum Sosnowitz (Lage)                                    |
|                                                         | Dąbrowica bei Jelenia Góra (Eichberg bei Hirschberg)                                                                            | Wallfahrtskirche der hl. Madonna von Tschenstochau mit Bild der Muttergottes von Tschenstochau, die Heilung der Kranken (Kościół pw. Matki Bożej Częstochowskiej – Sanktuarium MB Jasnogórskiej Pani Uzdrowienia Chorych)                                           | M, 1953          | NS, Bistum Liegnitz (Lage)                                     |
|                                                         | Danków, Kreis Kłobuck (Dankow, Kreis Klobutzko)                                                                                 | Pfarrkirche Hl. Stanislaus – Marianisches Gnadenbild (Kościół św. Stanisława – Sanktuarium MB Dankowskiej) | M, 17. Jh.       | OS (historisch zu Kleinpolen), Erzbistum Tschenstochau (Lage)  |
|                                                         | Dzierżoniów (Reichenbach im Eulengebirge)                                                                                       | Maria Mutter der Kirche (Dzierżoniów) (Kościół parafialny p.w. Maryi Matki Kościoła – Sanktuarium) | M, 1979          | NS, Bistum Schweidnitz (Lage)                                  |
|                                                         | Gliwice (Gleiwitz) | Jesuitenkirche – Bild der Muttergottes von Kochawina in der Ukraine (Kościół Matki Boskiej Kochawińskiej – Sanktuarium MB Kochawińska) | M, 17. Jh.       | OS, Bistum Gleiwitz (Lage)                                     |
|                                                         | Gliwice (Gleiwitz) | Kirche Hl. Dreifaltigkeit (armenisch-katholisch) – Bild der Muttergottes von Łysiec (Ukraine) (Kościół św. Trójcy – Sanktuarium Matki Bożej Łysieckiej) | M, 16. Jh.       | OS, Bistum Gleiwitz (Lage)                                     |
|                                                         | Głogówek, Kreis Prudnik (Oberglogau, Kreis Neustadt O.S.)                                                                       | Loretokapelle im Franziskanerkloster (Domek loretański – Kościoł franciszkanów – Sanktuarium Matki Bożej Loretańskiej) | M, 17. Jh.       | OP, Bistum Oppeln (Lage)                                       |
|                                                         | Góra Świętej Anny, Kreis Strzelce (Sankt Annaberg, Kreis Groß Strehlitz)                                                        | St. Annaberg – neben der Verehrung der hl. Anna auch ein marianisches Gnadenbild (Basilica minor seit 1980) (Góra Świętej Anny – Sanktuarium św. Anny Samotrzeciej z obrazem maryjnym)                                                                              | H, M             | OP, Bistum Oppeln (Lage)                                       |
|                                                         | Gościęcin, Kreis Kędzierzyn-Koźle (Kostenthal, Kreis Kandrzin-Cosel)                                                            | Kirche St. Brixius (Schrotholzkirche), benannt nach dem Hl. Brixius (Kościół św. Brykcjusza – Sanktuarium św. Bryksjusza) | H, 17. Jh.       | OP, Bistum Oppeln (Lage)                                       |
|                                                         | Gościkowo, auch Paradyż, Kreis Świebodzin (Jordan, Kreis Schwiebus)                                                             | Kloster Paradies (Neumark), Kirche Mariä Himmelfahrt und Hl. Martin (Najświętszej Marii Panny i świętego Marcina – Sanktuarium Pana Jezusa Cierpiącego i obraz Matki Bożej z Dzieciątkiem)                                                                          | XP, M, 1739      | LB (historisch zu Schlesien), Bistum Grünberg-Landsberg (Lage) |
|                                                         | Grabówka bei Częstochowa (Grabowka bei Tschenstochau)                                                                           | Pfarrkirche des Hl. Gaspare del Bufalo (Parafia pw. św. Kaspra del Bufalo – Sanktuarium Krwi Chrystusa) | XP               | OS (historisch zu Kleinpolen), Erzbistum Tschenstochau (Lage)  |
|                                                         | Grodowiec, Gemeinde Grębocice im Kreis Polkowice (Hochkirch, Gemeinde Gramschütz im Kreis Polkwitz)                             | Pfarrkirche Johannes der Täufer – Wallfahrtskirche Unserer Lieben Frau von Hochkirch (Kościół św. Jana Chrzciciela – Sanktuarium Maryjne) | M, um 1590       | NS, Bistum Grünberg-Landsberg (Lage)                           |
|                                                         | Henryków, Kreis Ząbkowice Śląskie (Heinrichau, Kreis Frankenstein)                                                              | Kloster Heinrichau – Klosterkirche Mariä Himmelfahrt und St. Johannes der Täufer mit Marianischem Gnadenbild (Kościoł Wniebowzięcia Najświętszej Marii Panny i św. Jana Chrzciciela – Sanktuarium Matki Bożej Języka Polskiego)                                     | M, 17. Jh.       | NS, Erzbistum Breslau (Lage)                                   |
|                                                         | Henryków Lubański, Kreis Lubań (Katholisch Hennersdorf, Kreis Lauban)                                                           | Nikolauskirche, ehem. Wallfahrtskirche des Magdalennerinnenklosters Lauban (Kościół par. pw. św. Mikołaja) | H                | NS (historisch zur Oberlausitz), Bistum Liegnitz (Lage)        |
|                                                         | Jakubów bei Radwanice, Kreis Polkowice (Jakobskirch bei Wiesau, Kreis Polkwitz)                                                 | Jakobskirche (Kościoł św. Jakub) | H                | NS, Bistum Liegnitz (Lage)                                     |
|                                                         | Jankowice Rybnickie bei Rybnik (Königlich Jankowitz bei Rybnik)                                                                 | Pfarrkirche Corpus Christi (Schrotholzkirche) (Kościół Bożego Ciała – Sanktuarium) | XP, 17. Jh.      | OS, Erzbistum Kattowitz (Lage)                                 |
|                                                         | Jastrzębie-Zdrój bei Rybnik (Bad Königsdorff-Jastrzemb bei Rybnik)                                                              | Pfarrkirche der Hl. Katharina von Alexandrien – Bild der Göttlichen Vorsehung (Kościół św. Katarzyny Aleksandryjskiej – Sanktuarium Opatrzności Bożej) | XP, 17. Jh.      | OS, Erzbistum Kattowitz (Lage)                                 |
|                                                         | Jaworzno–Osiedle Stałe (Jaworzno bei Kattowitz)                                                                                 | Wallfahrtskirche Mariahilf, Wallfahrtskirche der Muttergottes von der Immerwährenden Hilfe (Sanktuarium Matki Bożej Nieustającej Pomocy) | M, 1984          | OS, Bistum Sosnowitz (Lage)                                    |
|                                                         | Jelenia Góra (Hirschberg) | Ehem. evang. Gnadenkirche zum Heiligen Kreuz, seit 1957 Kreuzerhöhungskirche, Garnisonkirche bis 2012, Wallfahrtskirche Hl. Kreuz (Kościół Podwyższenia Krzyża Świętego – Sanktuarium)                                                                              | XP, 2006         | NS, Bistum Liegnitz (Lage)                                     |
|                                                         | Kamień Śląski, Kreis Krapkowice (Groß Stein, Kreis Krappitz)                                                                    | Pfarrkirche Hl. Hyazinth (Kościół św. Jacek Odrowąż – Sanktuarium) | H                | OP, Bistum Oppeln (Lage)                                       |
|                                                         | Karpno, Kreis Kłodzko (Karpenstein bei Bad Landeck, Kreis Glatz – das Dorf existiert nicht mehr, nur noch die Wallfahrtskirche) | Waldkapelle der hl. Muttergottes der Verlassenen (Marienkapelle) (Kaplica leśna pw. Matki Bożej – Sanktuarium MB) | M                | NS, Bistum Schweidnitz (Lage)                                  |
|                                                         | Katowice-Bogucice (Kattowitz–Bogutschütz)                                                                                       | Pfarrkirche Hl. Stephan – Unserer Lieben Frau von Bogutschütz (Kościół św. Szczepana – Sanktuarium MB Boguckiej) | M, 16. Jh.       | OS, Erzbistum Kattowitz (Lage)                                 |
|                                                         | Katowice–Panewniki (Kattowitz–Panewnik)                                                                                         | Basilika Hl. König Ludwig und Mariä Himmelfahrt (Franziskanerkirche) (Basilica minor seit 1974) (Bazylika św. Ludwika Króla i Wniebowzięcia Najświętszej Maryi Panny)                                                                                               | M, 1954          | OS, Erzbistum Kattowitz (Lage)                                 |
|                                                         | Kiełczyn, Gmina Dzierżoniów (Költschen, Kreis Reichenbach im Eulengebirge)                                                      | Pfarrkirche Mariä Geburt (Kościół Narodzenia NMP – Sanktuarium Matki Bożej Łaskawej) | M                | NS, Bistum Schweidnitz (Lage)                                  |
|                                                         | Kłobuck (Klobutzko) | Pfarrkirche Hl. Martin und Hl. Margarethe – Wallfahrtskapelle der Muttergottes von Kłobuck (Kościół świętych Marcina i Małgorzaty – Sanktuarium MB Kłobuckiej) | M, 15. Jh.       | OS (historisch zu Kleinpolen), Erzbistum Tschenstochau (Lage)  |
|                                                         | Kłodzko (Glatz) | Pfarrkirche Mariä Himmelfahrt mit Gnadenbild „Glatzer Madonna“ (Kościół Wniebowzięcia NMP) | M, 15. Jh.       | NS, Bistum Schweidnitz (Lage)                                  |
|                                                         | Kończyce Małe, Kreis Cieszyn (Klein Kuntschitz, Kreis Teschen)                                                                  | Kirche Mariä Geburt mit dem Schrein Unserer Lieben Frau von Kończyce (Kościół Narodzenia Najświętszej Maryi Panny – Sanktuarium MB) | M, 15. Jh.       | OS, Bistum Bielitz-Saybusch (Lage)                             |
|                                                         | Korbielów, Kreis Żywiec (Korbielow, Kreis Saybusch)                                                                             | Pfarrkirche Maria – Königin der Engel (Kościół i parafia pw. NMP Królowej Aniołów) | M, 1691          | OS (historisch zu Galizien), Bistum Bielitz-Saybusch (Lage)    |
|                                                         | Krzeszów, Kreis Kamienna Góra (Grüssau, Kreis Landeshut)                                                                        | Kloster Grüssau, Klosterkirche Mariä Himmelfahrt (Basilica minor seit 1998) (Bazylika Wniebowzięcia Najświętszej Maryi Panny – Sanktuarium MB Łaskawej) | M, 13. Jh.       | NS, Bistum Liegnitz (Lage)                                     |
|                                                         | Lądek-Zdrój, Kreis Kłodzko (Bad Landeck, Kreis Glatz)                                                                           | Pfarrkirche Mariä Geburt (Kościół Narodzenia NMP – Sanktuarium Matki Bożej Uzdrowienia Chorych) | M                | NS, Bistum Schweidnitz (Lage)                                  |
|                                                         | Legnica (Liegnitz) | Kirche St. Johannes der Täufer mit Piasten-Mausoleum – Marianisches Gnadenbild (ehem. Franziskanerkirche) (Kościół św. Jana Chrzciciela) | M                | NS, Bistum Liegnitz (Lage)                                     |
|                                                         | Legnickie Pole, bei Legnica (Wahlstatt bei Liegnitz)                                                                            | Pfarrkirche des Hl. Kreuzes und der Hl. Hedwig – ehem. Benediktinerabtei (Parafia Podwyższenia Krzyża Świętego i św. Jadwigi Śląskiej w Legnickim Polu – Sanktuarium św. Jadwigi)                                                                                   | H                | NS, Bistum Liegnitz (Lage)                                     |
|                                                         | Ligota Książęca bei Namysłów (Fürsten-Ellguth bei Namslau)                                                                      | Pfarrkirche Mariä Himmelfahrt – Bild der Muttergottes aus Otynia (bei Tłumacz (Ukraine)) (Kościół par. pw. Wniebowzięcia Najświętszej Panny Marii – Sanktuarium NMP Wniebowziętej Otyńska)                                                                          | M, 1956          | NS, Erzbistum Breslau (Lage)                                   |
|                                                         | Łozina, Gemeinde Długołęka, Kreis Wrocław (Langewiese, Kreis Breslau)                                                           | Pfarrkirche Schmerzen Mariens – Heil der Kranken (Kościół Matki Boskiej Bolesnej – Sanktuarium „Uzdrowienie Chorych“) | M, 1948 / 2000   | NS, Erzbistum Breslau (Lage)                                   |
|                                                         | Lubecko, Kreis Lubliniec (Lubetzko, Kreis Lublinitz)                                                                            | Pfarrkirche Mariä Himmelfahrt – Wallfahrtskirche Unserer Lieben Frau von Lubecko (Kościół Wniebowzięcia Najświętszej Marii Panny – Sanktuarium MB Lubeckiej) | M, 18. Jh.       | OS, Bistum Gleiwitz (Lage)                                     |
|                                                         | Międzygórze, Kreis Kłodzko (Wölfelsgrund, Kreis Glatz)                                                                          | Wallfahrtskirche Maria Schnee auf dem Spitzigen Berg (845 m) mit Gnadenbild – Nachbildung des Bildes von Mariazell (Kościół piełgrzymkowy Maria Śnieżna – Sanktuarium Matki Bożej Przyczyny Naszej Radości – Góra Igliczna)                                         | M, 1750          | NS, Bistum Schweidnitz (Lage)                                  |
|                                                         | Międzylesie, Kreis Kłodzko (Mittelwalde, Kreis Glatz)                                                                           | Pfarrkirche Corpus Christi – Mittelwalder Schwarze Madonna (Kościół Bożego Ciała – Matka Boża Sobieska z Międzylesia) | M, um 1480       | NS, Bistum Schweidnitz (Lage)                                  |
|                                                         | Mikołów–Bujaków (Nikolai–Bujakow)                                                                                               | St. Nikolaikirche (Kościół św. Mikołaja – Sanktuarium Matki Bożej Opiekunki Środowiska Naturalnego) | M, um 1480       | OS, Erzbistum Kattowitz (Lage)                                 |
|                                                         | Mstów, Kreis Częstochowa (Mstow, Kreis Tschenstochau)                                                                           | Pfarrkirche Mariä Himmelfahrt (Kościół Wniebowzięcia NMP – Sanktuarium MB Mstowskiej Miłosierdzia) | M, 17. Jh./ 2006 | OS (historisch zu Kleinpolen), Erzbistum Tschenstochau (Lage)  |
|                                                         | Mstów, Kreis Częstochowa (Mstow, Kreis Tschenstochau)                                                                           | Wallfahrtskirche Hl. Padre Pio auf dem Berg Górka Przeprośna (296 m) (Sanktuarium św. ojca Pio na Świętej Górce Przeprośnej) | H                | OS (historisch zu Kleinpolen), Erzbistum Tschenstochau (Lage)  |
|                                                         | Myszków-Mrzygłód bei Częstochowa (Myszkow bei Tschenstochau)                                                                    | Wallfahrtskirche Unserer Lieben Frau vom Rosenkranz (Kościół NMP Różańcowej – Sanktuarium NMP Mrzygłodzkiej) | M, 17. Jh.       | OS (historisch zu Kleinpolen), Erzbistum Tschenstochau (Lage)  |
| fehlt                                                   | Mzyki bei Myszków | Wallfahrtskirche Hl. Johannes Maria Vianney (Sanktuarium św. Jana Marii Vianeya) | H, 2009          | OS (historisch zu Kleinpolen), Erzbistum Tschenstochau (Lage)  |
|                                                         | Nowa Ruda-Słupiec, Kreis Kłodzko (Neurode-Schlegel, Kreis Glatz)                                                                | Wallfahrtskirche Maria Schmerzensmutter auf dem Allerheiligenberg (Kościelec, 648 m) (Kościół pw. MB Bolesnej – Sanktuarium na Kościelcu) | M, 1680          | NS, Bistum Schweidnitz (Lage)                                  |
|                                                         | Nowolesie bei Strzelin (Waldneudorf bei Strehlen)                                                                               | Pfarrkirche St. Martin (Kościół św. Marcina – Sanktuarium Matki Bożej Różańcowej) | M, 1957          | NS, Erzbistum Breslau (Lage)                                   |
| fehlt                                                   | Nysa (Neisse) | Wallfahrtskirche Mariahilf im Wald von Groß Neundorf (Kościół pod wezwaniem Matki Bożej Wspomożenia Wiernych – Lasek Złotogłowicki) | M, 19. Jh.       | OP, Bistum Oppeln (Lage)                                       |
|                                                         | Oława (Ohlau) | Pfarrkirche der Jungfrau Maria, Mutter des Trostes – Marienbild aus Witkow Nowý (bei Lemberg) (Parafia Najświętszej Marii Panny Matki Pocieszenia – Sanktuarium Matki Bożej Pocieszenia)                                                                            | M, 1945 / 2000   | NS, Erzbistum Breslau (Lage)                                   |
|                                                         | Olesno (Rosenberg O.S.) | Wallfahrtskirche St. Anna Annakirche (Olesno) (Schrotholzkirche) (Kościół odpustowy św. Anny – Sanktuarium) | H                | OP, Bistum Oppeln (Lage)                                       |
|                                                         | Opole (Oppeln) | Kathedrale zum Heiligen Kreuz (Opole) bzw. Kathedrale Kreuzerhöhung (Basilica minor seit 1934) – Bild der Muttergottes von Oppeln (Katedra Podwyższenia Św. Krzyża – Sanktuarium Matki Bożej Opolskiej)                                                             | M, 15. Jh.       | OP, Bistum Oppeln (Lage)                                       |
|                                                         | Otyń, Kreis Nowa Sól (Deutsch Wartenberg, Kreis Neusalz an der Oder)                                                            | Pfarrkirche zum Hl. Kreuz (1585) – Wundertätige Muttergottes von Kleinitz (Klenica) (Kościół Podwyższenia Krzyża Świętego – Sanktuarium Matki Bożej Królowej Pokoju)                                                                                                | M, 15. Jh.       | LB (historisch zu Schlesien), Bistum Grünberg-Landsberg (Lage) |
|                                                         | Piekary Śląskie (Deutsch Piekar)                                                                                                | Wallfahrtskirche Unserer Lieben Frau und des hl. Bartholomäus (Basilica minor seit 1962) – Bild der Muttergottes von Piekar (Bazylika Najświętszej Marii Panny i św. Bartłomieja – Sanktuarium MB Piekarskiej)                                                      | M, 17. Jh.       | OS, Erzbistum Kattowitz (Lage)                                 |
|                                                         | Pierściec, Gemeinde Skoczów, Kreis Cieszyn (Perstetz, Kreis Teschen)                                                            | Pfarrkirche St. Nikolaus (Parafia św. Mikołaja – Sanktuarium św. Mikołaja) | H                | OS, Bistum Bielitz-Saybusch (Lage)                             |
|                                                         | Pilica, Kreis Zawiercie (Pilitza, Kreis Zawiercie)                                                                              | Franziskanerkloster – Wallfahrtskirche Maria Schnee (Sanktuarium Matki Bożej Śnieżnej – Opiekunki Rodzin) | M                | OS (historisch zu Kleinpolen), Bistum Sosnowitz (Lage)         |
| fehlt                                                   | Piotrowice, Gemeinde Kostomłoty, Kreis Środa Śląska (Groß Peterwitz, Gem. Kostenblut, Kreis Neumarkt in Schlesien)              | Pfarrkirche St. Katharina von Alexandrien (Kościół par. pw. św. Katarzyny Aleksandryjskiej – Sanktuarium Matki Boskiej Fatimskiej) | M                | NS, Erzbistum Breslau                                          |
|                                                         | Podzamcze, Gemeinde Ogrodzieniec, Kreis Zawiercie                                                                               | Wallfahrtskapelle der Muttergottes (Sanktuarium Matki Bożej Skałkowej kaplica) | M, 1862          | OS, Bistum Sosnowitz (Lage)                                    |
|                                                         | Praszka, Kreis Olesno (Praschkau, Kreis Rosenberg)                                                                              | Pfarrkirche der Heiligen Familie mit Wallfahrtskapelle Mariä Himmelfahrt (Kościół Świętej Rodziny – Sanktuarium Najświętszej Maryi Panny) | M, 2002          | OP, Erzbistum Tschenstochau (Lage)                             |
|                                                         | Prudnik–Las (Neustadt in Oberschlesien)                                                                                         | Franziskanerkloster und Kirche St. Josef auf dem Ziegenberg (Kozia Góra, 317 m) (Klasztor franciszkanów w Prudniku – Sanktuarium św. Józefa) | H                | OP, Bistum Oppeln (Lage)                                       |
|                                                         | Przydroże Małe, Kreis Korfantów (Klein Schnellendorf, Kreis Friedland O.S.)                                                     | Pfarrkirche Schmerzen Mariens auf dem Schwedenhügel (Kościół Matki Boskiej Bolesnej na Szwedzkiej Górce – Sanktuarium Matki Bożej Bolesnej) | M                | OP, Bistum Oppeln (Lage)                                       |
|                                                         | Przyłęków, Gmina Świnna, Kreis Żywiec (Przylekow, Kreis Saybusch)                                                               | Kirche Maria Hilfe der Christen (Salesianerkirche) (Sanktuarium Najświętszej Marii Panny Wspomożenia Wiernych) | M, 20. Jh.       | OS (historisch zu Galizien), Bistum Bielitz-Saybusch (Lage)    |
|                                                         | Pszów, Kreis Wodzisław (Pschow, Kreis Loslau)                                                                                   | Kirche Mariä Geburt – Wallfahrtskapelle der Lächelnden Madonna (Basilica minor seit 1997) (Parafia Narodzenia Najświętszej Maryi Panny – Sanktuarium MB Uśmiechniętej)                                                                                              | M, 1722          | OS, Erzbistum Kattowitz (Lage)                                 |
|                                                         | Racibórz-Nowe Zagrody (Ratibor-Neugarten)                                                                                       | Wallfahrtskirche Unserer Lieben Frau von Ratibor – das älteste Marien-Sanktuarium Oberschlesiens (Kościół Matki Bożej – Sanktuarium) | M, 17. Jh.       | OP, Bistum Oppeln (Lage)                                       |
|                                                         | Racławice Śląskie, Kreis Prudnik (Deutsch Rasselwitz, Kreis Neustadt O.S.)                                                      | Pfarrkirche Mariä Himmelfahrt mit Bild der Muttergottes von Buszcze (Ukraine) (Kościół parafialny pw. Wniebowzięcia Najświętszej Maryi Panny – Sanktuarium Matki Bożej Racławickiej)                                                                                | M                | OP, Bistum Oppeln (Lage)                                       |
|                                                         | Rajcza, Kreis Żywiec (Raitza, Kreis Saybusch)                                                                                   | Pfarrkirche des Hl. Laurentius und Hl. Kasimir – Bild der Muttergottes „Kazimierzowska“ (Kościół św. Wawrzyńca i św. Kazimierza Królewicza) | M, 17. Jh.       | OS (historisch zu Galizien), Bistum Bielitz-Saybusch (Lage)    |
|                                                         | Raków, OT von Częstochowa Rakow, OT von Tschenstochau                                                                           | Pfarrkirche Hl. Josef (Kościół św. Józef – Sanktuarium św. Józefa) | H                | OS (historisch zu Kleinpolen), Erzbistum Tschenstochau (Lage)  |
|                                                         | Ruda Śląska bei Katowice (Ruda O.S., bei Kattowitz)                                                                             | Pfarrkirche St. Josef (Sanktuarium św. Józefa) | H                | OS, Erzbistum Kattowitz (Lage)                                 |
|                                                         | Ruda Śląska-Kochłowice bei Katowice (Ruda O.S., OT Kochlowitz bei Kattowitz)                                                    | Wallfahrtskirche Unserer Lieben Frau von Lourdes (Sanktuarium MB z Lourdes) | M, 1904          | OS, Erzbistum Kattowitz (Lage)                                 |
|                                                         | Rudy, Kreis Racibórz (Groß Rauden bei Ratibor)                                                                                  | Zisterzienserabtei Groß Rauden – Klosterkirche mit Marienheiligtum – Bild der Demütigen Muttergottes (Bazylika Matki Bożej Pokornej – Sanktuarium MB Pokornej) | M, 18. Jh.       | OS, Bistum Gleiwitz (Lage)                                     |
|                                                         | Rybnik-Chwałowice (Rybnik-Chwallowitz)                                                                                          | Wallfahrtskirche der Hl. Theresia vom Kinde Jesu (Sanktuarium św. Teresy od Dzieciątka Jezus) | H                | OS, Erzbistum Kattowitz (Lage)                                 |
|                                                         | Rychwałd, Kreis Żywiec (Rychwald, Kreis Saybusch)                                                                               | Pfarrkirche St. Nikolaus (Franziskanerkirche) – Heiligtum Unserer Lieben Frau von Rychwałd (Kościół św. Mikołaja – Sanktuarium Matki Bożej Rychwałdzkiej) | M, 15. Jh.       | OS (historisch zu Galizien), Bistum Bielitz-Saybusch (Lage)    |
|                                                         | Sieniawka Kreis Zgorzelec (Kleinschönau, Kreis Zgorzelec)                                                                       | urspr. Kapelle der Hl. Thekla, seit 1540 evangelisch, jetzt kathol. Kirche der Unbefleckten Empfängnis, ehemaliger Wallfahrtsort (Kościół fil. pw. Niepokalanego Poczęcia NMP)                                                                                      | H                | NS (historisch zur Oberlausitz), Bistum Liegnitz (Lage)        |
|                                                         | Ślemień, Kreis Żywiec (Ślemień, Kreis Saybusch)                                                                                 | Pfarrkirche St. Johannes des Täufers (Parafia Narodzenia św. Jana Chrzciciela w Ślemieniu – Sanktuarium Matki Bożej Jasna Górka) | M                | OS (historisch zu Galizien), Bistum Bielitz-Saybusch (Lage)    |
|                                                         | Sobótka, Kreis Wrocław (Zobten am Berge, Kreis Breslau)                                                                         | Pfarrkirche St. Anna (Kościół św. Anny Samotrzeciej – Sanktuarium Matki Boskiej Nowej Ewangelizacji) | H, 2006          | NS, Erzbistum Breslau (Lage)                                   |
|                                                         | Sobótka, Kreis Wrocław (Zobten am Berge, Kreis Breslau)                                                                         | Wallfahrtskirche Mariä Heimsuchung auf dem Zobtenberg (Ślęża) (Kościół Nawiedzenia NMP) | M                | NS, Erzbistum Breslau (Lage)                                   |
|                                                         | Sośnica, Gem. Kąty Wrocławskie, Kreis Wrocław (Schosnitz, Gem. Kanth, Kreis Breslau)                                            | Pfarrkirche zum Hl.Kreuz (Kościół Podwyższenia Krzyża Świętego – Sanktuarium św. Krzyża) | XP               | NS, Erzbistum Breslau (Lage)                                   |
|                                                         | Sosnowiec (Sosnowitz) | Herz-Jesu-Kirche (Sanktuarium Miłosierdzia Bożego) | XP, 1994         | OS, Bistum Sosnowitz (Lage)                                    |
| fehlt                                                   | Sosnowiec–Zagórze | Diözesanheiligtum Unserer Lieben Frau von Fátima (Sanktuarium Najświętszej Maryi Panny Fatimskiej) | M, 1997          | OS, Bistum Sosnowitz (Lage)                                    |
|                                                         | Stary Wielisław, Kreis Kłodzko (Altwilmsdorf, Kreis Glatz)                                                                      | Pfarr- und Wallfahrtskirche Hl. Katharina – Internationales Heiligtum (Kościół Św. Katarzyny – Sanktuarium Matki Bożej Bolesnej) | M                | NS, Bistum Schweidnitz (Lage)                                  |
|                                                         | Strzegom (Striegau) | Stadtpfarrkirche zu den hl. Aposteln Petrus und Paulus (Basilica minor seit 2002) – Marianisches Gnadenbild (Bazylika Świętych Apostołów Piotra i Pawła) | M                | NS, Bistum Liegnitz (Lage)                                     |
|                                                         | Strumień, Kreis Cieszyn (Schwarzwasser, Kreis Teschen)                                                                          | Stadtpfarrkirche St. Barbara (Kościół Św. Barbary – Sanktuarium) | H                | OS, Bistum Bielitz-Saybusch (Lage)                             |
|                                                         | Sulistrowiczki, Gemeinde Sobótka, Kreis Wrocław (Klein Silsterwitz, Kreis Breslau)                                              | Kapelle Unserer Lieben Frau vom Guten Rat und der Weisheit des Herzens (Kaplica Matki Bożej Dobrej Rady i Mądrości Serca) | M, 1999          | NS, Erzbistum Breslau (Lage)                                   |
|                                                         | Świebodzin (Schwiebus) | Pfarr- und Wallfahrtskirche der Göttlichen Barmherzigkeit und Hl. Faustyna (Parafia Miłosierdzia Bożego – Sanktuarium Miłosierdzia Bożego) | XP, 2008         | LB (historisch zu Schlesien), Bistum Grünberg-Landsberg (Lage) |
|                                                         | Świdnica-Osiedle Młodych (Schweidnitz)                                                                                          | Pfarrkirche Unserer Lieben Frau Königin Polens (Kościół pw. Najświętszej Marii Panny Królowej Polski – Sanktuarium Miłosierdzia Bożego) | M, 2001          | NS, Bistum Schweidnitz (Lage)                                  |
|                                                         | Święta Katarzyna, Gmina Siechnice, Kreis Wrocław (Kattern bei Breslau)                                                          | St. Katharinenkirche – Heiligtum Unserer Lieben Frau von Tschenstochau (Kościół św. Katarzyny Aleksandryjskiej – Sanktuarium MB Częstochowskiej) | M, 19. Jh.       | NS, Erzbistum Breslau (Lage)                                   |
|                                                         | Szalejów Dolny, Kreis Kłodzko (Niederschwedeldorf, Kreis Glatz)                                                                 | St. Anna-Kapelle, ehemaliger Wallfahrtsort (Kaplica św. Anny) | H                | NS, Bistum Schweidnitz (Lage)                                  |
|                                                         | Szczyrk, Kreis Bielsko (Schirk, Kreis Bielitz)                                                                                  | Wallfahrtskirche Unserer Lieben Frau auf dem Hügel – Königin von Polen in Schirk (Sanktuarium Matki Bożej Królowej Polski - "Na Górce") | M, 1960          | OS, Bistum Bielitz-Saybusch (Lage)                             |
|                                                         | Trzebnica (Trebnitz bei Breslau)                                                                                                | Kloster Trebnitz (Basilica minor seit 1943) – Internationales Heiligtum (Kościół św. Jadwiga Śląska – Sanktuarium św. Jadwigi) | H                | NS, Erzbistum Breslau (Lage)                                   |
| fehlt                                                   | Turza Śląska bei Gorzyce, Kreis Wodzisław Śląski (Groß Thurze bei Groß Gorschütz, Kreis Loslau)                                 | Wallfahrtskirche Unserer Lieben Frau von Fatima (Sanktuarium Matki Bożej Fatimskiej "Śląską Fatimą") | M, 1998          | OS, Erzbistum Kattowitz (Lage)                                 |
|                                                         | Twardogóra, Kreis Olesznica (Festenberg, Kreis Oels)                                                                            | Wallfahrtskirche Mariahilf (Basilica minor seit 2003) (Bazylika Matki Bożej Wspomożenia Wiernych – Sanktuarium) | M, 20. Jh.       | NS, Bistum Kalisch (Lage)                                      |
|                                                         | Wałbrzych (Waldenburg) | Wallfahrtskirche zur Schmerzensmutter (Kościół Matki Boskiej Bolesnej – Sanktuarium Matki Boskiej Bolesnej) | M, 15. Jh.       | NS, Bistum Schweidnitz (Lage)                                  |
|                                                         | Wałbrzych–Podzamcze (Waldenburg)                                                                                                | Pfarrkirche zum Hl. Kreuz (Parafia Podwyższenia Krzyża Świętego – Sanktuarium Relikwii Drzewa Krzyża Świętego) | XP, 2000         | NS, Bistum Schweidnitz (Lage)                                  |
|                                                         | Wambierzyce, Kreis Kłodzko (Albendorf, Kreis Glatz)                                                                             | Wallfahrtskirche „Mariä Heimsuchung“ (Basilica minor seit 1935 mit der Albendorfer Madonna – „Schlesisches Jerusalem“) (Sanktuarium Królowej Rodzin – „Śląska Jerozolima“)                                                                                          | M, 14. Jh.       | NS, Bistum Schweidnitz (Lage)                                  |
|                                                         | Winów, Kreis Opole (Winau bei Proskau, Kreis Oppeln)                                                                            | Heiliggeistkirche Winau (Parafia Ducha Świętego – Sanktuarium Matki Bożej) | M                | OP, Bistum Oppeln (Lage)                                       |
|                                                         | Wójcice bei Otmuchów, Kreis Nysa (Woitz bei Ottmachau, Kreis Neisse)                                                            | Pfarrkirche St. Andreas – Maria Trost (Kościoł św. Andrzeja – Sanktuarium Matki Bożej Pocieszenia i Wygnanców) | M                | OP, Bistum Oppeln (Lage)                                       |
|                                                         | Wojciechowice, Kreis Kłodzko (Königshain, Kreis Glatz)                                                                          | Wallfahrtskirche Maria Trost auf dem Spittelberg (Wzgórze Marii) | M, 1715          | NS, Bistum Schweidnitz (Lage)                                  |
|                                                         | Wojkowice Kościelne, Gemeinde Siewierz, Kreis Będzin (Wojkowice Kościelne, Gem. Sewerien bei Kattowitz, Kreis Bendzin)          | Wallfahrtskirche Unserer Lieben Frau von den Guten Wegen (Sanktuarium Matki Bożej Dobrej Drogi w Wojkowicach Kościelnych) | M, 15. Jh.       | OS (historisch zu Kleinpolen), Bistum Sosnowitz (Lage)         |
|                                                         | Wojnowice, Kreis Wrocław (Zindel, Kreis Breslau)                                                                                | Pfarrkirche Hl. Laurentius (Kościół św. Wawrzyńca – Sanktuarium) | H                | NS, Erzbistum Breslau (Lage)                                   |
|                                                         | Breslau (Breslau) | Breslauer Dom – Erzkathedrale und Basilika St. Johannes der Täufer – Bild der Muttergottes von Sobieski oder Madonna von Breslau (Basilica minor seit 1910) (Archikatedra św. Jana Chrzciciela – Katedra św. Jana Chrzciciela – Sanktuarium Matki Bożej Adorującej) | M, 17. Jh.       | NS, Erzbistum Breslau (Lage)                                   |
|                                                         | Wrocław (Breslau) | St. Maria auf dem Sande – Kirche Unserer lieben Frau auf dem Sande – Bild der Siegreichen Jungfrau Maria von Mariampol (Litauen) (Kościół Najświętszej Marii Panny na Piasku – Sanktuarium Matki Bożej Zwycięskiej – obraz MB z Mariampola)                         | M, 17. Jh.       | NS, Erzbistum Breslau (Lage)                                   |
|                                                         | Wrocław (Breslau) | Kirche St. Adalbert (Dominikanerkirche) – Bild der Muttergottes von Podkamień (Ukraine) (Kościół św. Wojciecha – Sanktuarium Matki Bożej) | M, 15. Jh./ 1957 | NS, Erzbistum Breslau (Lage)                                   |
|                                                         | Wrocław (Breslau) | Kirche St. Augustinus – Unserer Lieben Frau vom Trost von Hodowica (bei Lemberg, Ukraine) (ehem. Kapuzinerkirche, früher evang. Johanneskirche) (Kościół św. Augustyna – Sanktuarium Matki Bożej Pocieszenia z Hodowicy)                                            | M, 18. Jh.       | NS, Erzbistum Breslau (Lage)                                   |
|                                                         | Wrocław (Breslau) | Kirche Hl. Karl Borromäus (Franziskanerkirche) – Unserer Lieben Frau der Gnade, Patronin der Ehe und Familie (Kościół św. Karola Boromeusza – Sanktuarium MB Łaskawej, Patronki Małżeństwa i Rodzin)                                                                | M, 17. Jh.       | NS, Erzbistum Breslau (Lage)                                   |
|                                                         | Wrocław (Breslau) | Kirche Hl. Klemens Maria Hofbauer (Jesuitenkirche) – Bild Maria Trost aus Lemberg (Ukraine) (Kościół św. Klemens Dworzak – Sanktuarium MB Pocieszenia), benannt nach Klemens Maria Hofbauer                                                                         | M, 17. Jh.       | NS, Erzbistum Breslau (Lage)                                   |
|                                                         | Wrocław (Breslau) | Lazaruskirche – Unsere Liebe Frau, Heil der Kranken (Kościół p.w. św. Łazarza – Sanktuarium Matki Bożej Uzdrowienia Chorych) | M                | NS, Erzbistum Breslau (Lage)                                   |
|                                                         | Wrocław (Breslau) | Pfarrkirche hl. Josef mit der Kopie des Gnadenbildes Ostra Brama aus Wilna, früher Elftausend-Jungfrauen-Kirche (Kościół Opieki św. Józefa – Sanktuarium Matki Bożej Ostrobramskiej)                                                                                | M, 2002          | NS, Erzbistum Breslau (Lage)                                   |
|                                                         | Wrocław–Osobowice (Breslau–Oswitz)                                                                                              | Pfarrkirche der hl. Therese vom Kinde Jesu – Madonna vom Rosenkranz (Kościół św. Teresy od Dzieciątka Jezus – Sanktuarium Matki Bożej Różańcowej) | M                | NS, Erzbistum Breslau (Lage)                                   |
|                                                         | Zabrze-Mikulczyce (Hindenburg O.S., OT Mikultschütz)                                                                            | Kirche St. Laurentius (Kościół św. Wawrzyńca) | M, 16. Jh.       | OS, Bistum Gleiwitz (Lage)                                     |
| fehlt                                                   | Zabrze–Rokitnica (Hindenburg O.S., OT Rokittnitz)                                                                               | Wallfahrt zum Schönstattheiligtum – Neues Heiligtum: Mutter der Einheit (Sanktuarium Matki Bożej Trzykroć Przedziwnej, Matki Jedności) | M, 2000          | OS, Bistum Gleiwitz (Lage)                                     |
|                                                         | Żarki-Leśniów, Kreis Myszków (Zarki bei Kattowitz)                                                                              | Wallfahrtskirche Unserer Lieben Frau von Leśniów, der Patronin der Familien (Sanktuarium Matki Bożej Leśniowskiej Patronki Rodzin) | M, 16 Jh.        | OS (historisch zu Kleinpolen), Erzbistum Tschenstochau (Lage)  |
| Bild (Memento vom 25. Februar 2014 im Internet Archive) | Zawiercie-Blanowice | Wallfahrtskirche der Barmherzigkeit Gottes und des Hl. Kreuzes (Sanktuarium Miłosierdzia Bożego i Świętego Krzyża) | XP, 2010         | OS (historisch zu Kleinpolen), Erzbistum Tschenstochau (Lage)  |
|                                                         | Zawiercie–Skarżyce (Zawiercie bei Kattowitz)                                                                                    | Kirche Hl. Dreifaltigkeit und hl. Florian – Bild der Muttergottes von Skarżyce (Kościół Świętej Trójcy i Świętego Floriana – Sanktuarium MB Skarżyckiej) | M, 17. Jh.       | OS (historisch zu Kleinpolen), Erzbistum Tschenstochau (Lage)  |
|                                                         | Zbrosławice, Kreis Tarnowskie Góry (Broslawitz, Kreis Tarnowitz)                                                                | Pfarrkirche Mariä Himmelfahrt (Kościół Wniebowzięcia NMP – Sanktuarium Matki Bożej Zbrosławickiej) | M, 15. Jh.       | OS, Bistum Gleiwitz (Lage)                                     |
|                                                         | Ziębice, Kreis Ząbkowice Śląskie (Münsterberg, Kreis Frankenstein)                                                              | Stadtpfarrkirche St. Georg (Münster auf dem Berge) (Basilica minor seit 2008) (Bazylika św. Jerzego Męczennika i Sanktuarium Męki Pańskiej) | XP               | NS, Erzbistum Breslau (Lage)                                   |